# Shapash
Shapash, Shapsh, Shapshu o talvolta Shemesh era la dea cananea del sole, figlia di El e Asherah. È conosciuta come "torcia degli dei" ed è considerata una divinità importante nel pantheon cananeo e dei fenici. Non deve essere confusa con il dio del sole accadico, Shamash.

## Mito di Baal
Nell'epopea di Baal, Shapash svolge un ruolo importante nella trama, interagendo con tutti i personaggi principali e alla fine è favorevole alla posizione di Baal come re. Annuncia che El sostiene Yam. Esprimendo il suo verdetto nella lotta finale di Baal con Mot, rivela il suo ruolo di giudice tra gli dei e, con il suo giudizio contro Mot, come salvatore dell'umanità, due aspetti - osserva Brian B. Schmidt - conformi a ciò che è noto della funzione di Shamash in Mesopotamia. Dopo che Baal viene ucciso, lei aiuta Anat a seppellirlo e osservare il lutto, e poi smette di brillare. In seguito al sogno di El sulla resurrezione di Baal, El chiede ad Anat di convincere Shapash a risplendere, cosa che accetta, ma dichiara che continuerà a cercarlo. Nella battaglia tra Baal e Mot, lei minaccia Mot che El intervenga a favore di Baal, una minaccia che pone fine alla battaglia.

## Nella Tanakh
Nella Tanakh il culto di Shemesh è proibito ed è punibile con la lapidazione. È riportato che adorare Shemesh includesse l'inchino ad est, in direzione del sole, così come i rituali legati a cavalli e carri, che erano associati a lei. Si tramanda anche che il re Giosia avesse abolito il culto del sole (tra gli altri).

## Nella Bibbia
La Bibbia in generale tenta di ritrarre il sole in modo non antropomorfico o come rappresentante del potere di Yahweh. Shapash/Shemesh è di solito sostituita da eufemismi come "or" (luce), e sembra che il culto del sole, anche in modo yahwista, sia stato evitato a tutti i costi. Tuttavia, la Donna dell'Apocalisse, può alludere direttamente alle antiche dee del sole del Vicino Oriente.